# Sarah Dupire
Sarah Sonia Dupire (en arabe : سارة صونيا دوبير), née le 27 août 1988, est une kayakiste algérienne.

## Carrière
Sarah Dupire remporte la médaille d'or en K1 aux Championnats d'Afrique de slalom de canoë-kayak 2008 à Sagana, se qualifiant ainsi pour les Jeux olympiques d'été de 2008 à Pékin. Elle ne participe finalement pas aux Jeux, connaissant des problèmes avec son entraîneur.